# La fornera i l'emperador
La fornera i l'emperador (títol original en alemany: Die Deutschmeister) és una pel·lícula austríaca dirigida per Ernst Marischka, estrenada el 1955. Ha estat doblada al català.

## Argument[2]
Cap al 1900, Constanze Hubner, jove camperola del Tirol, va a Viena amb la seva tia Therese, fornera de l'Emperador Francesc Josep I d'Àustria. Un quid pro quo permet a Constanze d'assistir a un ball de disfresses on el baró Felix Zahndorf la confon amb una autèntica comtessa i demana la seva mà.

## Repartiment
- Romy Schneider: Constanze ("Stanzi") Hübner
- Magda Schneider: Therese Hübner
- Gretl Schörg: Hansi Führer
- Susi Nicoletti: Nanette
- Adrienne Gessner: Graefin Burgstetten
- Paul Hörbiger: Francesc Josep I d'Àustria